# Wereldkampioenschappen schaatsen afstanden 2016 - 500 meter vrouwen
De 500 meter vrouwen op de wereldkampioenschappen schaatsen afstanden 2016 werd gereden op zaterdag 13 februari 2016 in het ijsstadion Kometa in Kolomna, Rusland.
Lee Sang-hwa was de regerend olympisch kampioen, maar Heather Richardson-Bergsma de regerend wereldkampioen. Van de tien wereldbekerwedstrijden eerder in het seizoen won Lee er vier, Zhang Hong er ook vier en Yu Jing er twee. Lee was in beide omlopen ruim de snelste en heroverde haar wereldtitel.

## Plaatsing
De regels van de ISU schrijven voor dat er maximaal 24 schaatssters zich plaatsen voor het WK op deze afstand. Geplaatst zijn de beste veertien schaatssters van het wereldbekerklassement na vier manches, aangevuld met de tien tijdsnelsten van die eerste vier manches van de wereldbeker. Achter deze 24 namen werd op tijdsbasis nog een reservelijst van zes namen gemaakt. Aangezien het aantal deelnemers per land beperkt is tot een maximum van drie, telt de vierde (en vijfde etc.) schaatsster per land niet mee voor het verloop van de ranglijst. Het is aan de nationale bonden te beslissen welke van hun schaatssters, mits op de lijst, naar het WK afstanden worden afgevaardigd.
Doordat Zuid-Korea maar een van de drie verdiende startplekken gebruikte mochten er ook een Finse en een Italiaanse vrouw starten.

## Statistieken

### Uitslag
| #      | Naam                       | Land | 1e run       | 2e run     | Totaal |
| ------ | -------------------------- | ---- | ------------ | ---------- | ------ |
| Goud   | Lee Sang-hwa               | KOR  | 37,42 (1) BR | 37,43 (1)  | 74,859 |
| Zilver | Brittany Bowe              | USA  | 37,92 (7)    | 37,74 (2)  | 75,663 |
| Brons  | Zhang Hong                 | CHN  | 37,78 (2)    | 37,90 (4)  | 75,688 |
| 4      | Jorien ter Mors            | NED  | 37,82 (4)    | 37,90 (3)  | 75,728 |
| 5      | Heather Richardson-Bergsma | USA  | 37,81 (3)    | 37,96 (5)  | 75,787 |
| 6      | Nao Kodaira                | JPN  | 37,90 (6)    | 38,08 (8)  | 75,988 |
| 7      | Olga Fatkoelina            | RUS  | 38,00 (9)    | 37,99 (6)  | 75,999 |
| 8      | Yu Jing                    | CHN  | 38,00 (8)    | 38,04 (7)  | 76,046 |
| 9      | Heather McLean             | CAN  | 37,90 (5)    | 38,27 (10) | 76,177 |
| 10     | Vanessa Bittner            | AUT  | 38,11 (10)   | 38,12 (9)  | 76,244 |
| 11     | Margot Boer                | NED  | 38,30 (14)   | 38,31 (11) | 76,614 |
| 12     | Erina Kamiya               | JPN  | 38,15 (11)   | 38,47 (15) | 76,632 |
| 13     | Maki Tsuji                 | JPN  | 38,25 (12)   | 38,43 (14) | 76,692 |
| 14     | Karolína Erbanová          | CZE  | 38,26 (13)   | 38,50 (16) | 76,775 |
| 15     | Nadezjda Asejeva           | RUS  | 38,59 (16)   | 38,38 (12) | 76,980 |
| 16     | Marsha Hudey               | CAN  | 38,44 (15)   | 38,58 (17) | 77,025 |
| 17     | Sugar Todd                 | USA  | 38,61 (17)   | 38,66 (18) | 77,284 |
| 18     | Janine Smit                | NED  | 38,69 (18)   | 38,71 (19) | 77,413 |
| 19     | Jekaterina Ajdova          | KAZ  | 39,27 (22)   | 38,42 (13) | 77,697 |
| 20     | Hege Bøkko                 | NOR  | 38,91 (19)   | 38,88 (20) | 77,800 |
| 21     | Li Qishi                   | CHN  | 38,97 (20)   | 38,97 (21) | 77,956 |
| 22     | Yvonne Daldossi            | ITA  | 39,27 (23)   | 39,12 (22) | 78,397 |
| 23     | Shannon Rempel             | CAN  | 39,09 (21)   | 39,41 (23) | 78,513 |
| 24     | Elina Risku                | FIN  | 39,57 (24)   | 40,08 (24) | 79,655 |

### Loting 1e rit
| Rit | Binnenbaan        | Buitenbaan                 |
| --- | ----------------- | -------------------------- |
| 1   | Elina Risku       | Hege Bøkko                 |
| 2   | Yvonne Daldossi   | Shannon Rempel             |
| 3   | Janine Smit       | Li Qishi                   |
| 4   | Jekaterina Ajdova | Nadezjda Asejeva           |
| 5   | Sugar Todd        | Jorien ter Mors            |
| 6   | Margot Boer       | Marsha Hudey               |
| 7   | Karolína Erbanová | Nao Kodaira                |
| 8   | Maki Tsuji        | Erina Kamiya               |
| 9   | Vanessa Bittner   | Yu Jing                    |
| 10  | Heather McLean    | Olga Fatkoelina            |
| 11  | Brittany Bowe     | Heather Richardson-Bergsma |
| 12  | Lee Sang-hwa      | Zhang Hong                 |

### Ritindeling 2e rit
| Rit | Binnenbaan                 | Buitenbaan        |
| --- | -------------------------- | ----------------- |
| 1   | Shannon Rempel             | Elina Risku       |
| 2   | Li Qishi                   | Yvonne Daldossi   |
| 3   | Hege Bøkko                 | Jekaterina Ajdova |
| 4   | Nadezjda Asejeva           | Janine Smit       |
| 5   | Marsha Hudey               | Sugar Todd        |
| 6   | Erina Kamiya               | Margot Boer       |
| 7   | Olga Fatkoelina            | Karolína Erbanová |
| 8   | Yu Jing                    | Maki Tsuji        |
| 9   | Nao Kodaira                | Vanessa Bittner   |
| 10  | Jorien ter Mors            | Brittany Bowe     |
| 11  | Heather Richardson-Bergsma | Heather McLean    |
| 12  | Zhang Hong                 | Lee Sang-hwa      |

1996 · 
1997 · 
1998 · 
1999 · 
2000 · 
2001 · 
2003 · 
2004 · 
2005 · 
2007 · 
2008 · 
2009 · 
2011 · 
2012 · 
2013 · 
2015 · 
2016 · 
2017 · 
2019 · 
2020 · 
2021 · 
2023 · 
2024 · 
2025